# 大牟田弁
大牟田弁（おおむたべん）は、九州地方の中部、有明海東岸の福岡県大牟田市を中心とする地域で話される日本語の方言。肥筑方言のひとつである筑後方言に分類される。
市の北部一帯（旧銀水村の全域及び旧三池町の一部地域）がもともと柳川藩領であったこともあり、柳川弁と同一方言とする学説もある。ただし、大牟田市が近代になって栄えてきたという歴史的経緯もあり、語彙やイントネーションに関して久留米や柳川など筑後地方他地域で話される方言とはさまざまな違いがみられる。

## 主な特徴
- アクセントはいわゆる崩壊アクセントで、国語の授業で教科書などを読むと棒読みになる。
- 他の筑後方言でみられるような「せ・ぜ」を「しぇ・じぇ」と発音する傾向はほとんどみられない。また、語尾が「とう」「よう」と伸びる傾向もほとんど見られない。
- 他の筑後方言では未然形に付く尊敬の助動詞として「しゃる・らっしゃる」があり、別に敬意の高い「なさる・なはる」があるが、大牟田弁はほぼ同格に扱われ、どちらか一方しか使わない人も多い。
- 熊本弁や島原弁など、周辺地域の方言の影響を受けている。

## 代表的な大牟田弁
- あげん→ああ

類語：こげん・そげん・どげん
- あげんか（あんか）→あんな

類語：こげんか（こんか、けんか）・そげんか（そんか、せんか）・どげんか（どんか、でんか）
- あゆる→落ちる
- うんにゃ→いや、いいえ
- おとんことんなか→音沙汰ない
- かってくる→借りてくる

参考：「買ってくる」は大牟田弁で「こうてくる」
- からう→背負う
- ぎゃん→とても

注：主に若年世代で使われる
- きる→（お金を）両替する
- くー→とても

注：主に中高年世代で使われる
- （相手のところに）くる→（相手のところに）行く
- けんか→こんな
- こゆい、こゆか（こいか）→濃い
- こんちょか→小さい
- 〜さす→〜される
- さばく→髪をとかす
- 〜しなはる、〜さっしゃる→〜される

注：「〜さす」よりは丁寧な表現
- 〜時前〜分→〜時〜分前
- じょる→（魚を）さばく
- しょんなか→仕方がない
- 〜するです→〜します
- せからしか→うるさい、じれったい、面倒だ

参考：若者言葉の「ウザい」に近い
- たーだ→適当
- たぐる→花札を切る、トランプをシャッフルする
- つ→かさぶた
- でけん→駄目
- とぜんなか→退屈（徒然）
- どっきりした→（主に脂っこいものを食べて）満腹になった
- なおす→しまう、片付ける
- なんなっとん→何かしら
- なんばしよっとかー →何をしてるんだー
- ねんかかる→寄りかかる
- はわく→（ごみなどを）掃く
- 〜ばい→〜だよ
- ひゅうなか→古い、ぼろい、粗悪な
- ふとか→大きい（背が高いという意味も含む）
- ほがす→（穴を）開ける
- みためなか→醜い、不恰好な
- （歯の）もえん→（歯ごたえ）噛み切れない
- やおいかん、やおなか→簡単にはいかない、難しい
- よーら→適当

## 追記
熊本県の方言（熊本弁）をネタにブレイクしたお笑い芸人のヒロシは、実際には大牟田市の隣、荒尾市の出身なので、ヒロシのイントネーションは熊本弁というより大牟田弁に近い。